# Parlagi rézgyom
A parlagi rézgyom (Iva xanthiifolia) az őszirózsafélék családjába tartozó, észak-amerikai eredetű gyomnövény.

## Megjelenése

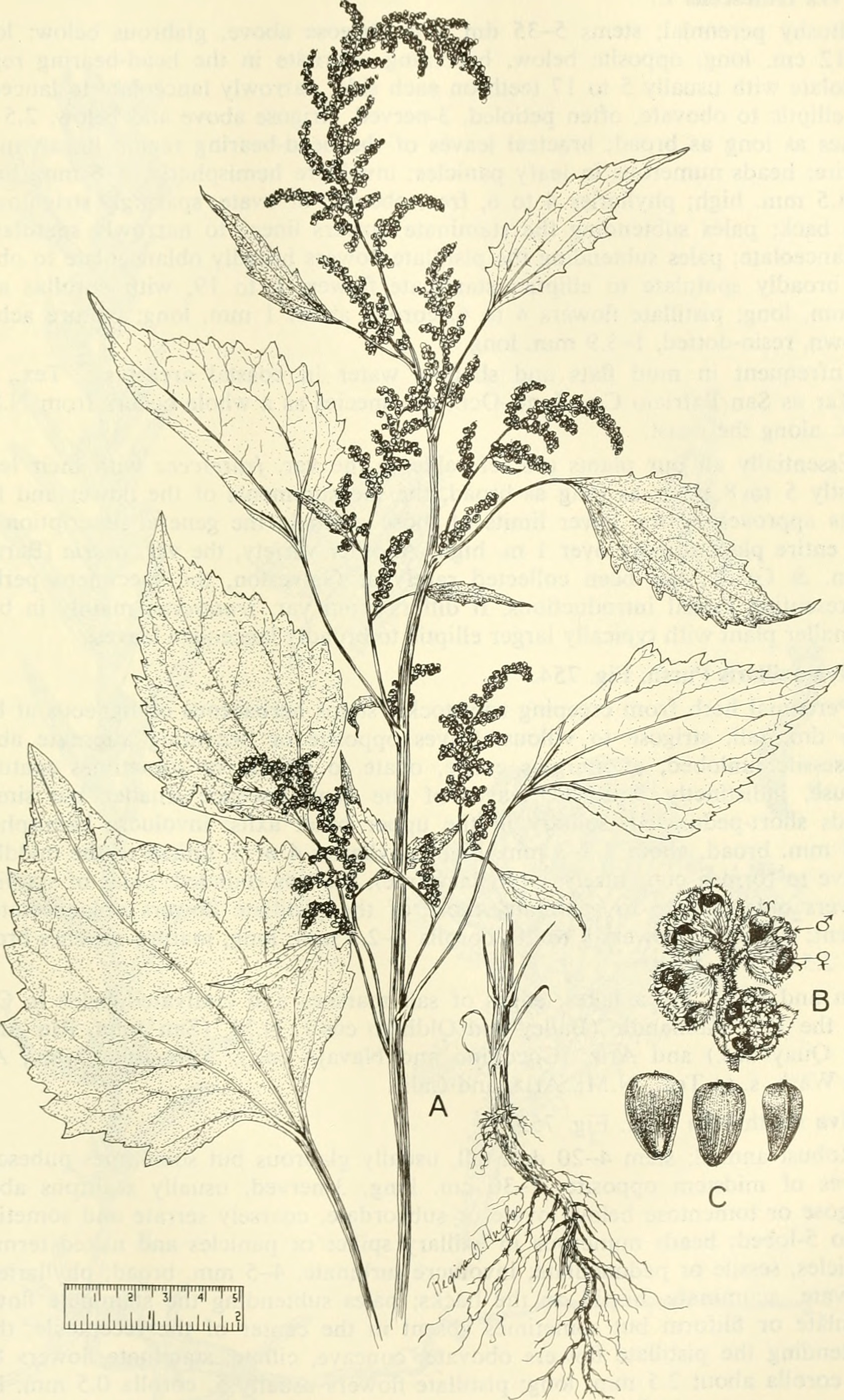

A parlagi rézgyom 120-150 (néha akár 250-300) cm magas, lágyszárú, egynyári növény. Főgyökeréből nagyszámú oldalgyökér ágazik szét, amelyek tovább ágazva méretes gyökérrendszert alkotnak. Dúsan elágazó, sűrűn leveles szára egyenesen felálló, alul szőrtelen, feljebb elszórtan szőrözött. Idősebb korában elfásodik. Levelei átellenes, a növény csúcsa felé inkább váltakozó állásúak. Alsó levelei hosszú, a felsőbb rövidebb nyelűek; alakjuk kihegyesedő tojásdad; szélük egyenlőtlenül, durván fogazott; felső oldaluk kissé érdes, fonákjuk szőrös.
Július-augusztusban virágzik. A virágzat a hajtások végén álló 5–6 mm-es fészkekből álló füzér vagy buga. A virágok aprók, nem feltűnőek, színük zöldessárga.
Termése 2,3–2,5 mm-es, ovális, tövén ék alakú, csúcsán lekerekített kaszat. Színe éretlenül lehet zöld, szürkészöld, szürke, esetleg lisztes bevonatú fekete. Egy fészekben általában öt kaszat található.

## Elterjedése
Észak-Amerika középső részén őshonos. Innen elterjedt Kanadába, Észak-Mexikóba; a kontinensen kívül pedig Eurázsiába, Dél-Amerikába, Ausztráliába és Japánba is. Európában Franciaországtól egészen Nyugat-Szibériáig előfordul, de leginkább Kelet-Európában gyakori. Eleinte botanikus kertekbe telepítették, 1842-ben innen vadult ki Kijevben. Legnagyobb összefüggő állományai a Volga és a Don alsó folyásánál találhatóak.
Magyarországon először 1951-ben észlelték Mezőhegyesen. Csongrádból és Békésből tovább terjedt Hajdú–Bihar, Szabolcs–Szatmár–Bereg, Bács–Kiskun, Pest és Komárom–Esztergom megyékbe is. Várhatóan másutt is fel fog bukkanni.

## Életciklusa
Magja már március első felében (száraz időjárás esetén áprilisban) csírázik. Május során intenzíven növekszik, júniusban szára már többszörösen elágazik. A virágzatok július elején jelennek meg az ágvégeken. Augusztus közepéig virágzik, bőséges virágpora  allergiás tüneteket is okozhat. Magvai szeptember végén kezdenek beérni és a növény a fagyok beálltával elpusztul.
Főleg árokpartokon, utak mentén, gyomtársulásokban, néha szántóföldeken lehet vele találkozni. Fényigényes. A csírázáshoz sok nedvességet igényel, később jól elviseli a szárazságot is. A hőmérsékletet és a talajt illetően igénytelen, de főleg a nitrogéngazdag talajt kedveli.
Gyomnövény. Gyors növekedésével, nagy termetével beárnyékolja a haszonnövényeket. Főleg a magvai csírázásával egy időben vetett napraforgóföldeken jellemző. Allergizáló pollenjén kívül hajtásának érintése is kontakt dermatitiszt okozhat.